# 괄
괄(括)은 노나라의 공족이다. 희성(姬姓)이며 이름이 괄이다. 노 무공의 장자이고, 노 의공과 노 효공의 형이다.

## 생애
기원전 816년, 무공이 아들 괄과 희(戱)를 데리고 주 선왕을 조현하였다. 선왕은 희를 좋아하여 그를 노나라의 태자로 삼고자 했다. 중산보가 그것은 선왕의 유훈을 어기는 것이라며 극력 간언하였지만 선왕은 듣지 않고 희를 태자로 삼게 했다. 그해 여름, 무공이 돌아와서 세상을 떠나자 희가 뒤를 이어 즉위하니, 노 의공이다.
기원전 807년, 괄의 아들 백어가 사람들과 함께 의공을 공격해 죽였고, 사람들은 백어를 옹립하였다.
기원전 796년, 선왕이 노나라를 정벌하여 백어를 죽이고 효공을 세웠다.